# Java (programmeringssprog)
 For alternative betydninger, se Java. (Se også artikler, som begynder med Java)
Java er et objektorienteret tredjegenerations-programmeringssprog inspireret af C++. Sproget er udviklet af Sun. Java var oprindeligt døbt Oak, men dette navn havde et andet firma allerede benyttet. Herefter faldt navnet på Java.
Java er også et stort klassebibliotek, der er defineret med en grænseflade i programmeringssproget Java, men også kan bruges fra en lang række andre programmeringssprog, deriblandt Ada og Eiffel.
Slutteligt er Java en virtuel maskine beregnet, men ikke begrænset, til at køre programmer skrevet i programmeringssproget Java. Dette vil sige at anden kildekode, end den af Java, efter tilstrækkelig kompilation også kan anvendes af Javas virtuelle maskine.
Java programmer er ofte skrevet i IntelliJ IDEA eller Eclipse IDE.

## Beskrivelse
Programmeringssproget Java er blandt andet kendetegnet ved at et computerprogram skrevet i Java kan afvikles på ethvert styresystem, hvis styresystemet har en Java virtuel maskine, og det har stort set alle moderne styresystemer. Som programudvikler skal man derfor ikke bekymre sig om slutbrugerens maskinel og programmel. Mens et Javaprogram udføres, sørger den virtuelle maskine selv for at fjerne unødvendige objekter, som optager plads i maskinens arbejdshukommelse (garbage collection). Som software-udvikler skal man dog holde styr på andre ressourcer som f.eks. filer.
Java findes i 3 forskellige "hovedudgaver". Disse er J2SE (Standard Edition), J2EE (Enterprise Edition) og J2ME (Micro Edition). 2-tallet i forkortelsen refererer til Java 2, der trods nyere versioner end 1.2 fortsat benyttes.
I praksis er der nogle faldgruber. Java findes i flere versioner, og for at sikre at et program kan afvikles flest mulige steder, kan det være nødvendigt, at man som software-udvikler begrænser sig til mulighederne i en tidlig version. Andre firmaer end Sun har lavet udgaver af den virtuelle maskine til Java, og det er ikke alle, der giver helt de samme muligheder.
Java var i de første år, fra 1995, mest kendt for sloganet 'write once, run anywhere' (skriv en gang, kør alle steder), og så applets: små programmer med begrænsede rettigheder, som kan køre integreret i en hjemmeside. I de første år var det disse elementer der drev interessen for Java. Kritikere af Java blev ved med at henvise til, hvor sløvt (langsomt) Javaprogrammer og -applets kørte, specielt på desktoppen.
Udviklingen inden for programmering og hardware har dog de sidste par år overhalet disse kritikpunkter.
1. Javas hovedområde er ikke, og har aldrig været, desktopprogrammer, hvor det altid vil være langsommere end et program skrevet direkte til platformen, men man kan dog køre et Javaprogram på en almindelig computer tilfredstillende i dag, hvis det er det man ønsker.
2. Java bruges i dag langt mere på serverniveau, til programmer der ligger på en server og f.eks. styrer forretningslogik, genererer hjemmesider mm.

Som et direkte modsvar på Javas dominans på serverområdet kom Microsoft med deres .NET platform. .NET har dog endnu ikke vundet Javas popularitet.

## Syntaks

### Navngivningspraksiser
Der er standarde navngivningspraksiser i Java, som er anbefalet at overholde. I skemaet kan du se eksempler på dem
| Type                    | Forklaring | Eksempel                                                                        |
| ----------------------- | --- | ------------------------------------------------------------------------------- |
| Variabel                | Det første bogstav i en variabels navn burde være med småt, og begyndelsesbogstavet af hvert efterfølgende ord burde være med stort. En variable burde starte med et bogstav, men kan også starte med "$" eller "_", det er dog ikke anbefalet.                                                                                | String variabelNavn = ""; private String variabel = "";                         |
| Konstanter              | Navnet af en konstant burde være med stort, med underscores mellem hvert ord. | static final int VARIABEL_NAVN = 0; static final int VARIABEL = 0;              |
| Klasse (Class)          | Navnet af en class burde være substantiver, hvor begyndelsesbogstavet af hvert ord er stort. | class ClassNavn; class Class;                                                   |
| Metode/Funktion         | Navnet på en metode burde være et verbum efterfulgt af et adjektiv eller substantiv, med det første bogstav lille, og begyndelsesbogstavet af hvert efterfølgende ord med stort. | metodeNavn() metode()                                                           |
| Grænseflade (Interface) | Ligesom en klasse. | interface InterfaceNavn; interface Interface;                                   |
| Pakke (Package)         | Navnet af en package burde være udviklerens domænenavn skrevet baglæns, efterfulgt af et punktum og projektnavnet. Et package navn burde kun være med små bogstaver. Hvis udvikleren ikke har et domæne, bruges der ofte me.udviklernavn.projektnavn Efterfølgende elementer af navnet kan variere, og bruges ofte som mapper. | com.microsoft.windows.10 net.minecraft.server java.util.list dk.example.package |

Hvis der er en public class i en .java fil, skal den hedde det samme som filen. Eksempel:
```
public
 
class
 
Foo
 
{

    
// Kode her

}

```

Denne fil skal hedde "Foo.java". Der kan kun være en public class i en fil.

### Identifier
En identifier er navnet på et element i koden. Der er normale navngivningspraksiser til elementer. Indentifiere i Java er case-sensitive, altså
```
yourName

```

er ikke den samme indentifier som
```
yourname

```

En indentifier kan indeholde:
- En hvilken som helst Unicode-tegn (også tal)
- Valuta tegn (som $)
- Understreger (underscores, _)

En indentifier kan ikke:
- Starte med et tal
- Have det samme navn som et reserveret nøgle-ord

### Variabler
Variabler er indentifierer med en værdi.
```
int
 
count
;
 
//Deklarer en variabel med navnet count uden en værdi

count
 
=
 
35
;
 
//Sætter værdien til 35 aka initialisering

int
 
count
 
=
 
35
;
 
//initialiserer og deklarer på samme linie

```

Flere variable kan blive deklareret på en gang:
```
int
 
a
,
 
b
;
 
//Deklarerer variablerne a og break

a
 
=
 
5
,
 
b
 
=
 
3
;
 
//Initialiserer variablerne

int
 
a
 
=
 
5
,
 
b
 
=
 
3
;
 
// Deklarerer og Initialiserer i samme linie

```

### Blokke
I Java er en blok koden mellem { og }. Altså er dette her imellem "programmet".
```
public
 
class
 
Wikipedia
{
//Her starter blokken

    

    
//Her imellem skriver du al din kode

    

}
 
// Her slutter blokken

```

men du har også brug for en main metode:
```
public
 
class
 
Wikipedia
{

    

    
public
 
static
 
void
 
main
(
String
[]
 
args
){
 
// MAIN METODEN

        
//Al koden herinde bliver kørt når programmet bliver kørt

    
}

}

```

### Kommentarer
En til linje er slut kommentar:
```
//Det her er en single linie kommentar

og
 
nu
 
er
 
det
 
her
 
ikke
 
længere
 
en
 
kommentar
,
 
fordi
 
den
 
ikke
 
står
 
på
 
linjen

```

så er der flere linjer kommentaren:
```
/* Startes med disse tegn

Kommentar */
 
Ikke
 
Kommentar

```

### Eksempel på Javakode
Her under ses et stykke Javakode:
```
// Hello.java

public
 
class
 
Hello
 
{

    
public
 
static
 
void
 
main
(
String
[]
 
args
)
 
{

        
System
.
out
.
println
(
"Hello, World!"
);
 

    
}
 

}

```

Forklaring
```
public
 
class
 
Hello
 
{
 
}

```

Erklærer at programmet hedder Hello, al den tekst der ligger mellem den første "{" og den sidste "}" bliver af Java opfattet som en del af klassen Hello, dvs. "programmet".
```
public
 
static
 
void
 
main
(
String
[]
 
args
)
 
{

```

Metoden/funktionen main som altid er påkrævet for at få et Javaprogram til at køre, eksekverer den del af koden, der ligger mellem de inderste "{" og "}". "{" er metodens bodystart og "}" er bodyslut.
```
System
.
out
.
println
(
"Hello, World!"
);

```

Skriver Hello, World! på skærmen. Tegnet ;(semikolon) sidst i hver linje angiver linjens afslutning.

### Nøgleord
| abstract | continue | for        | new       | switch       |
| assert   | default  | goto       | package   | synchronized |
| boolean  | do       | if         | private   | this         |
| break    | double   | implements | protected | throw        |
| byte     | else     | import     | public    | throws       |
| case     | enum     | instanceof | return    | transient    |
| catch    | extends  | int        | short     | try          |
| char     | final    | interface  | static    | void         |
| class    | finally  | long       | strictfp  | volatile     |
| const    | float    | native     | super     | while        |

Literaler
| Hele tal (Integer)               | Hele tal (Integer) |
| -------------------------------- | --- |
| binary (introduced in Java SE 7) | 0b11110101 (0b followed by a binary number)                                                                            |
| octal                            | 0365 (0 followed by an octal number)                                                                                   |
| hexadecimal                      | 0xF5 (0x followed by a hexadecimal number)                                                                             |
| decimal                          | 245 (decimal number)                                                                                                   |
| Værdier med decimaler            | |
| float                            | 23.5F, .5f, 1.72E3F (decimal fraction with an optional exponent indicator, followed by F)                              |
| float                            | 0x.5FP0F, 0x.5P-6f (0x followed by a hexadecimal fraction with a mandatory exponent indicator and a suffix F)          |
| double                           | 23.5D, .5, 1.72E3D (decimal fraction with an optional exponent indicator, followed by optional D)                      |
| double                           | 0x.5FP0, 0x.5P-6D (0x followed by a hexadecimal fraction with a mandatory exponent indicator and an optional suffix D) |
| Tegn literaler                   | |
| char                             | 'a', 'Z', '\u0231' (character or a character escape, enclosed in single quotes)                                        |
| Boolean literaler                | |
| boolean                          | true, false |
| null literaler                   | |
| null reference                   | null |
| String literaler                 | |
| String                           | "Hello, World" (sequence of characters and character escapes enclosed in double quotes)                                |
| Tegn i strings                   | |
| Unicode character                | \u3876 (\u followed by the hexadecimal unicode code point up to U+FFFF)                                                |
| Octal escape                     | \352 (octal number not exceeding 377, preceded by backslash)                                                           |
| Line feed                        | \n |
| Carriage return                  | \r |
| Form feed                        | \f |
| Backslash                        | \\ |
| Single quote                     | \' |
| Double quote                     | \" |
| Tab                              | \t |
| Backspace                        | \b |

Hele tal er af typen int ved standard, medmindre typen Long er specifikt indtastet og med et L eller l i slutningen af initialisationen.

### Objekter
I objektorienteret programmering er objekter selvfølgelig en vigtig del. De er ofte nødvendige for mere komplekse programmer.
Et objekt er en repræsentation af en ting, og indeholder data om den. Et eksempel kunne være et person-objekt der indeholder et navn, en alder, en adresse, og interesser. I Java findes der mange klasser som er meget brugbare som programmør.

#### Eksempel
Her er en klasse for en "Person":
```
public
 
class
 
Person
 
{

	
private
 
String
 
navn
;

	
private
 
int
 
alder
;

	
private
 
String
 
adresse
;

	
private
 
String
[]
 
interesser
;

	
public
 
Person
(
String
 
navn
,
 
int
 
alder
,
 
String
 
adresse
,
 
String
[]
 
interesser
)
 
{

		
this
.
navn
 
=
 
navn
;

		
this
.
alder
 
=
 
alder
;

		
this
.
adresse
 
=
 
adresse
;

		
this
.
interesser
 
=
 
interesser
;

	
}

}

```

public Person() er en konstruktør for en Person. Dette sætter objektets navn, alder, adresse, og interesser til de argumenter konstruktøren har fået.

Variablerne er sat til privat pga. Indkapsling, som sørger for at de ikke kan ændres udefra. Men de kan dog stadig læses med disse metoder:
```
public
 
String
 
getNavn
()
 
{

	
return
 
this
.
navn
;

}

public
 
int
 
getAlder
()
 
{

	
return
 
this
.
alder
;

}

public
 
String
 
getAdresse
()
 
{

	
return
 
this
.
adresse
;

}

public
 
String
[]
 
getInteresser
()
 
{

	
return
 
this
.
interesser
;

}

```

Når vi har dette kan vi lave et nyt Person-objekt i vores main-klasse med navnet Jens, alderen 21, adressen "En adresse", og interesserne "En interesse" og "En anden interesse":
```
public
 
class
 
OOPEksempel
 
{

	
public
 
static
 
void
 
main
(
String
[]
 
args
)
 
{

		
String
[]
 
interesser
 
=
 
{
"En interesse"
,
 
"En anden interesse"
};
 
// Laver et array med interesser

		
Person
 
jens
 
=
 
new
 
Person
(
"Jens"
,
 
21
,
 
"En adresse"
,
 
interesser
);
 
// Laver et nyt person objekt

	
}

}

```

Så kan vi også printe Jens' data ud, med hjælp af de metoder vi definerede i Person klassen (og lidt regex som fjerner [ og ] fra arrayet):
```
System
.
out
.
println
(
jens
.
getNavn
()
+
", "
+
jens
.
getAlder
()
+
":"
);

System
.
out
.
println
(
jens
.
getAdresse
());

System
.
out
.
println
(
"Interesser: "
+
Arrays
.
toString
(
jens
.
getInteresser
()).
replaceAll
(
"[\\[\\]]"
,
 
""
));
 
// .replaceAll ændrer alle matches med den givne regex. Sæt den ind i regexr.com for at se hvad den gør

```

Dette giver:
```
Jens, 21:
En adresse
Interesser: En interesse, En anden interesse

```

Objekter kan også indeholde metoder, som ofte ændrer på objektets data.
Eksempler på indbyggede objekter i java:
- File(String pathname)
- Point(int x, int y)
- ArrayList()

#### Extends
Hvis en klasse udvider (extends) en anden klasse, får den alle egenskaber og metoder af den klasse. Den klasse bliver så til en "subclass", og den klasse den arver egenskaber fra bliver til "superclassen".

Her bruges nøgleordet "protected" i stedet for private, fordi at subclassen ikke har adgang til variablen hvis den er private
```
class
 
Bil
 
{

	
protected
 
String
 
type
 
=
 
"Bil"
;

	
protected
 
void
 
dyt
()
 
{

		
System
.
out
.
println
(
"Dyyyt!"
);

	
}

}

public
 
class
 
TeslaModel3
 
extends
 
Bil
 
{

	
private
 
String
 
modelNavn
 
=
 
"Tesla Model 3"
;

	
public
 
static
 
void
 
main
(
String
[]
 
args
)
 
{

		
TeslaModel3
 
bil
 
=
 
new
 
TeslaModel3
();
 
// Laver en ny TeslaModel3

		
System
.
out
.
println
(
bil
.
type
+
": "
+
bil
.
modelNavn
);
 
// Printer type (fra Bil klassen) og bilens modelNavn

		
bil
.
dyt
();
 
// Kalder dyt() metoden fra Bil klassen

	
}

}

```